# 유홍종 (소설가)
유홍종(柳烘鍾, 1943년 12월 10일~ )은 대한민국의 소설가이다. 본관은 전주이며, 경성부에서 출생하였다.
연세대학교 국문과를 졸업한 그는 1974년 《월간문학》에 시 〈달빛소리〉가 당선되었고, 1976년 《현대문학》에 〈유다의 성〉과 〈금지된 바다〉가 추천 완료되어 등단하였다. 주요 작품으로 《불새》,《수녀 아가다》,《서울 무지개》,《불의 회상》 등이 있다. 주로 현대사회 속에서 소외된 삶의 현장을 통하여 인간성 회복의 주제를 다루고 있다.
종교는 천주교이며, 세례명은 베르나르도이다.